# Cliché Love Song
Cliche Love Song är en låt framförd av sångaren Basim från Danmark i Eurovision Song Contest 2014 i Köpenhamn. Danmark var värd för tävlingen efter att Emmelie de Forest vunnit tävlingen året före, och Danmark var därmed automatiskt kvalificerade för finalen 2014. I finalen slutade bidraget på nionde plats.